# Max Fleischer
Max Fleischer, ursprungligen Majer Fleischer, född 19 juli 1883 i Kraków i dåvarande Österrike-Ungern, död 11 september 1972 i Los Angeles i Kalifornien, var en amerikansk pionjär inom animerad film i USA. Under ljudfilmens genombrottsperiod slog han igenom med ett flertal tecknade ljudfilmer.
Han producerade tekniska utbildningsfilmer för USA:s armé under första världskriget och vetenskapliga filmer. Redan 1914 började han producera animerade underhållningsfilmer för vars utveckling han var en banbrytande pionjär.
Bland hans mest berömda seriefigurer finns Karl-Alfred, Betty Boop och Stålmannen. I samarbete med brodern Dave Fleischer skapade han 1939 sin största film, Gullivers resor.
Han var far till Richard Fleischer.

## Filmografi i urval
- 1939 – Gullivers resor (producent)
- 1940 – Granite Hotel (kortfilm) (producent)
- 1940 – Spunky blir kidnappad (kortfilm) (producent)
- 1940 – Popeye Meets William Tell (kortfilm) (producent)
- 1941 – Popeye Meets Rip Van Winkle (kortfilm) (producent)
- 1941 – Olive's Boithday Presink (kortfilm) (producent)
- 1941 – Superman (kortfilm) (producent)
- 1941 – Hoppe kommer till stan (producent)